# 斎藤伸明
斎藤伸明（さいとう のぶあき）は、日本のアメリカンフットボールの選手兼指導者。長女はテレビ朝日アナウンサーで元乃木坂46の斎藤ちはる。次女はMiss.CAMPUS COLLECTION 2019 TOKYOのグランプリで、タレントでもある斎藤まりな。　

## 経歴
東洋大学卒業。大学時代はアメフト部。